# Malgorzata Dubiel
Małgorzata Dubiel – polska matematyk i pedagog, starszy wykładowca na Uniwersytecie Simona Frasera w Vancouver w Kanadzie.

## Życiorys
Malgorzata Dubiel jest córką polskiego naukowca i inżyniera rakiet wojskowych. Ukończyła studia na Uniwersytecie Wrocławskim, a potem studia doktoranckie na Uniwersytecie Warszawskim, gdzie napisała pracę pod kierunkiem informatyka i matematyka Victora W. Marka. W 1982 roku przeprowadziła się do Kanady. Wyszła za mąż za A. Lachlana.  
Na Uniwersytecie Simona Frasera prowadziła zajęcia dla przyszłych nauczycieli matematyki oraz zajęcia uzupełniające z matematyki dla studentów, którzy słabo radzili sobie  z matematyką w szkole średniej. Przez dwie kadencje w latach 1994–1996 i ponownie w latach 2004–2005 była przewodniczącą Stowarzyszenia Wydziału Uniwersytetu Simona Frasera. W grudniu 2019 roku przeszła na emeryturę.

## Pedagogika
Malgorzata Dubiel jest znana z badań nad kanadyjskimi podręcznikami do matematyki zarówno do szkół podstawowych jak i średnich oraz ze wskazywania problemów spowodowanych częściowo przez to, że zostały napisane przez nauczycieli bez konsultacji z matematykami. Chociaż ceni sobie kreatywność w matematyce i wykorzystuje ją we własnych zajęciach, uważa, że „nie może ona odbywać się kosztem podstawowych umiejętności matematycznych, jasnych instrukcji i praktyki”. 
Była przewodniczącą kanadyjskiej grupy Math Education Study Group i współprzewodniczącą kanadyjskiego forum ds. edukacji matematycznej w 2009 roku. Jest inicjatorką corocznych warsztatów matematycznych dla doktorantów matematyki Connecting Women in Mathematics Across Canada. Co roku organizowała konferencję Changing the Culture dla nauczycieli matematyki w Pacific Institute for the Mathematical Sciences. Była autorką serii wystaw i matematycznych projektów w centrach handlowych w Kolumbii Brytyjskiej. Prowadziła także wiele projektów matematycznych w szkołach średnich. 

## Nagrody
W 2008 roku Malgorzata Dubiel otrzymała kanadyjskie stypendium National Fellow 3M. Zostało ono przyznane za umiejętność zainteresowania studentów matematyką, kreatywne wykorzystanie kreskówek i bajek dla pobudzenia matematycznej wyobraźni uczniów oraz za projekty promujące matematykę i liczenie w społeczeństwie. W 2011 roku była laureatką nagrody Adriena Pouliota przyznawanej przez Kanadyjskie Towarzystwo Matematyczne za wkład w edukację matematyczną w Kanadzie. W tym samym roku otrzymała także nagrodę YWCA Women of Distinction 2011. W 2018 roku Kanadyjskie Towarzystwo Matematyczne umieściło ją w inauguracyjnej klasie stypendystów